# Petrovice nad Orlicí
Petrovice nad Orlicí – przystanek kolejowy w miejscowości Petrovice, w kraju hradeckim, w Czechach. Znajduje się na wysokości 250 m n.p.m..
Jest zarządzany przez Správę železnic. Na przystanku nie ma możliwości zakupu biletów, a obsługa podróżnych odbywa się w pociągu.

## Linie kolejowe
- 020 Velký Osek – Choceň